# Rattus korinchi
Rattus korinchi is een rat die voorkomt op Gunung Kerinci en Gunung Talakmau in het westen van Sumatra. Hoewel deze rat eerder als een ondersoort van Rattus baluensis uit Mount Kinabalu op Borneo is gezien, schijnt hij niet nauw verwant te zijn aan andere soorten van Rattus. Er zijn slechts twee exemplaren bekend, waarvan het laatste in 1917 is gevangen. Enkele andere exemplaren zijn blijkbaar kwijt.
R. korinchi is een vrij grote rat met een lange staart, een dichte, zachte vacht en grote kiezen. De rug is donkerbruin, de buik lichtgrijs, met wat witte vlekken. In de flanken loopt de kleur van de rug geleidelijk in die van de buik over. De oren zijn klein, bruin en bedekt met vele haren. De voeten zijn bruin van boven. De staart is ook bruin en loopt uit in een 3 tot 4 mm lange borstel. Vrouwtjes hebben een pectoraal en twee inguinale paren van mammae. De kop-romplengte in de beide exemplaren bedraagt 166 respectievelijk 169 mm, de staartlengte 224 respectievelijk 209 mm, de achtervoetlengte 34 respectievelijk 35 mm en de schedellengte 41 respectievelijk 41,8 mm. Het eerstgenoemde exemplaar is het holotype.